# Раслово (Вологодская область)
Раслово — упразднённая деревня в Бабушкинском районе Вологодской области России.

## География
Урочище находится в юго-восточной части области, в подзоне южной тайги, на правом берегу реки Кунож, на расстоянии примерно 42 километров (по прямой) к юго-юго-востоку от села имени Бабушкина, административного центра района. Абсолютная высота — 176 метров над уровнем моря.

### Климат
Климат характеризуется как умеренно континентальный, с продолжительной холодной зимой и умеренно тёплым летом. Среднегодовая температура воздуха — +1,8 °C. Средняя температура воздуха самого холодного месяца (января) — −13,1 °C (абсолютный минимум — −46 °C), средняя температура самого тёплого (июля) — +17 °С (абсолютный максимум — +37 °С). Вегетационный период длится 115 дней. Среднегодовое количество атмосферных осадков составляет 659 мм, из которых около 460 мм выпадает в период с апреля по октябрь. В течение года господствуют ветры юго-западного направления.

## История
В «Списке населенных мест Вологодской губернии по сведениям 1859 года» населённый пункт упомянут как владельческая деревня Тотемского уезда, расположенная при реке Куноже, в 90 верстах от уездного города. В деревне имелось 11 дворов и проживало 78 человек (33 мужчины и 45 женщин). В 1881 году входила в состав Юркинской волости.
По данным 1926 года в деревне имелось 32 хозяйства и проживало 165 человек (79 мужчин и 86 женщин).
В 1940 году являлась частью Юркинского сельсовета Леденгского района. Действовало правление колхоза «Память Ленина». По состоянию на 1 января 1973 года входила в состав Юркинского сельсовета Бабушкинского района.